# Vestini

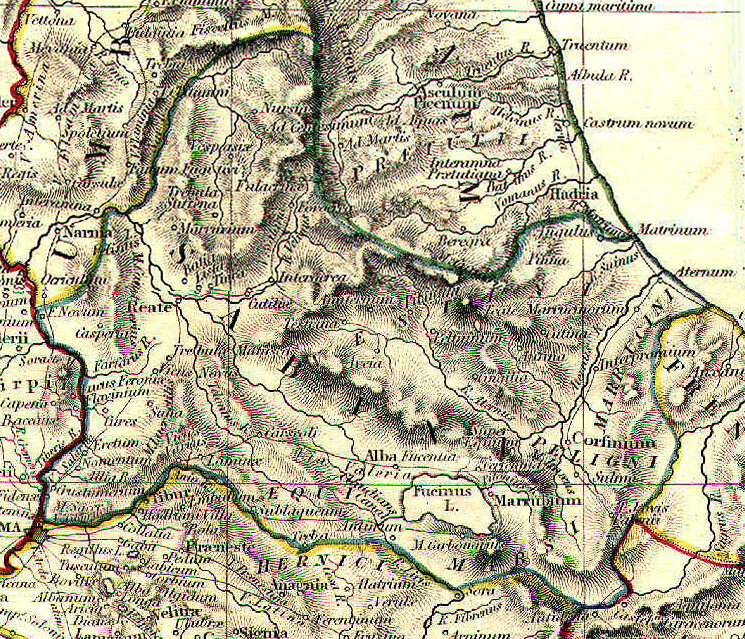
Kaartje van het Sabijnse gebied.

Vestini (Oudgrieks: Οὐηστινοί, Ouēstinoí) was een Sabellische of Sabijnse volksstam in het oostelijk gedeelte van Midden-Italië.
Hun gebied lag tussen Picenum, de Sabijnen, Peligni, Marrucini, en werd in het oosten begrensd door de Adriatische zee. Haar hoofdstad was Pinna, het huidige Penna Sant'Andrea.
Zij worden gewoonlijk in één adem genoemd met de verwante Marsi, Marrucini en Peligni, met wie zij verbonden waren en de havenstad Aternum deelden (gelegen aan de monding van de Aternus, de rivier die het grondgebied van de Marrucini en de Vestini van elkaar scheidde).
Later maakten zij met de Samnieten gemene zaak tegen Rome (Samnitische oorlogen). Ze werden echter in 325 v.Chr. door de consul Decimus Iunius Brutus Scaeva overwonnen. In 302 v.Chr. sloten ze een foedus (verdrag) met de Romeinen.
Ze bleven aan de Romeinen getrouw, tot aan de Bellum sociorum of Bondgenotenoorlog (90-88 v.Chr.),  waarin zij door Gnaeus Pompeius Strabo voor altijd aan de Romeinen werden onderworpen.
De Vestini spraken Vestiniaans, waarvan slechts twee inscripties in deze taal zijn overgeleverd.